# مركز تنمية الأشخاص ذوي الإعاقة
مركز تنمية الأشخاص ذوي الإعاقة هو مركز للأشخاص ذوي الإعاقة في دارخان، مقاطعة دارخان-أول، منغوليا.

## تاريخ
أُفتتح المركز رسميًا خلال حفل أقيم في 14 سبتمبر 2023 بحضور رئيس الوزراء لوفسانامسرين أويون إردين. ثم أُفتتح بالكامل في يناير 2024.

## أنشطة
يقدم المركز خدمات متنوعة للأشخاص ذوي الإعاقة، مثل العلاج الطبيعي، وعلاج النطق، والعلاج المهني، ومختلف أشكال الدعم النفسي الأخرى.

## تمويل
مُول المركز من خلال قرض بقيمة 25 مليون دولار أمريكي من بنك التنمية الآسيوي ومنحة بقيمة 2 مليون دولار أمريكي من صندوق اليابان لآسيا والمحيط الهادئ المزدهرة والمرنة.